# Березіль (журнал)
«Березі́ль» — щоквартальний літературно-художній та громадсько-політичний журнал. Заснований на базі альманаху «Харків», під назвою «Прапор» виходив у Харкові із січня 1956 року, з 1991 року — під назвою «Березіль».

## Історія
Найбільшого злету журнал досяг на зламі 1980-1990-х років минулого сторіччя. Переборюючи цензурні табу, часопис друкує поезії репресованого Василя Стуса, гостроактуальну статтю Бориса Харчука «Слово і народ», замовчувані та заборонені твори Володимира Винниченка, Лесі Українки, Костя Буревія, Івана Багряного, Тодося Осьмачки.
На сторінках «Прапора» вперше опубліковані прозові тексти Юрія Андруховича, Галини Тарасюк, Теодозії Зарівної, Оксани Забужко, Софії Майданської, Сергія Жадана, Людмили Таран.
До 1991 року журнал знаходився в структурі видавництва «Прапор». Залишившись без державної підтримки, часопис протягом останніх десятиліть не раз опинявся на межі закриття, але завдяки допомозі української діаспори та розумінню деяких далекоглядних політиків зміг вистояти і зберегти свій творчий потенціал.
Із січня 2000 року часопис очолює поет і журналіст Науменко Володимир Петрович. У 2003 році часопис змінив формат та обкладинку. Відтепер «обличчя» «Березоля» відповідає порам року. Журнал продовжує друкувати прозові, поетичні, публіцистичні твори українських та іноземних письменників. Головні рубрики «Березоля»: проза («У робітні молодого прозаїка», «Про час і про себе», «Про пережите»), поезія («Березіль молодий»), публіцистика («Тисяча й одне інтерв'ю», «Мала батьківщина», «Есеїстика»), мемуаристика, критика («Роздуми над прочитаним»), мистецтво («МузУкраїна»), спадщина.
У 2001—2005 роках відділом публіцистики журналу завідувала журналістка, письменниця і громадська діячка Валентина Овод (1947—2023).
З 2015 року журнал виходить раз на квартал.
На початку 2015 року новообране керівництво НСПУ на чолі з Михайлом Сидоржевським розпочало зі спілчанським часописом війну за квадратні метри. Тодішній секретар НСПУ Анатолій Стожук заявив, що Харківській письменницькій організації «Березіль» не потрібен. Він виламав замки і виставив редакційне майно просто неба.
З 2018 року часопис виходить у Києві як позаспілчанське видання.

Обкладинка журналу «Березіль»

«Історія міста Харкова XX століття»:
«У післявоєнні роки різко зменшилась кількість видавництв, періодичних видань. До початку 50-их у місті не видавалося жодного літературного журналу, що, звичайно, гальмувало розвиток літератури й критики. Лише в 1952—1955 рр. виходив літературно-художній і громадсько-політичний альманах „Харків“ (8 книг). З 1956 року почав видаватись літературно-художній і громадсько-політичний журнал „Прапор“ (із 1991 року „Березіль“)».
«Критика», вересень 2003 р., число 9:
«З цієї нагоди варто завважити, що „Березіль“, який рік у рік щочисла поряд з усіляким літературним мотлохом, таким питомо спілчанським і ностальгійно радянським, уміщує як не Жаданове оповідання, то Москальців есей, або Ірванцеві поезії, чи Рябчукову статтю тощо, — отой непристойно еклектичний „Березіль“ якось непомітно і несподівано для читача виявився ледь не найкращим і, далебі, „найправильнішим“ літературним часописом, лишивши позаду і безнадійно закляклий у крицевому ґрунтівстві „Кур'єр Кривбасу“, і надто претензійний, не по-львівському провінційний „Четвер“, і змарнілу, розманіжену і вибляклу „Сучасність“. Цей, безперечно приємний для „Березоля“, стан речей загалом спричиняється до вельми невтішної оцінки цілого українського літературного процесу, втім, можемо тішитися принаймні тим, що маємо бодай одне видання, де раз по раз подибуємо хороші тексти».
Літературознавчий словник-довідник за редакцією Р. Т. Гром'яка, Ю. І. Коваліва, В. І. Теремка. — К.: ВЦ «Академія», 2007)
«Березіль» — щомісячний літературно-художній та громадсько-політичний журнал, орган НСПУ. Заснований на базі альманаху «Харків», під назвою «Прапор» виходив у Харкові з січня 1956, з 1991 — «Березіль». Головними редакторами журналу були: Ю. Шовкопляс (1956—1960), Ю. Барабаш (1960—1961), Ю. Махненко (1961—1973), Н. Черченко (1973—1981), І. Маслов (1981—1990). З 1990 р. Журнал очолює Ю. Стадниченко. Публікує поетичні, прозові, драматичні твори українських письменників, переклади із зарубіжних літератур, літературно-критичні, історичні, публіцистичні матеріали, популяризує культурно-мистецькі надбання Слобожанщини.
На сторінках журналу були надруковані поетичні твори М. Рильського, В. Сосюри, В. Мисика, І. Муратова, М. Гірника, Ліни Костенко, Д. Павличка; прозові — І. Муратова, Є. Гуцала, П. Загребельного, В. Земляка, Вал. Шевчука, І. Сенченка, Р. Іваничука, В. Дрозда, Б. Харчука, В. Яворівського; публіцистичні — В. Скуміна, та ін.
Журнал опублікував «Історію України» Д. Дорошенка, «Історію Слобідської України» Д. Багалія. У 1950-1960-х роках з літературно-критичними оглядами у журналі виступали В. Іванисенко, І. Дзюба, І. Світличний, Г. Сивокінь тощо. З кінця 1980-х роках журнал знайомить читача із «призабутою» спадщиною минулого століття, публікує твори репресованих письменників, поетів української діаспори. Надруковано драматичну поему «Бояриня» Лесі Українки, «Записки кирпатого Мефістофеля» та «Поклади золота» В. Винниченка, комедію «Генерал», драматичну повість «Морітурі» І. Багряного, твори М. Хвильового, В. Еллана (Блакитного), М. Зерова, М. Драй-Хмари, О. Коржа, К. Буревія, І. Липи, Ю. Липи, М. Йогансена, А. Любченка, Г. Михайличенка. У рубриці «Поети української діаспори» представлено Є. Маланюка, О. Телігу, Е. Андієвську, О. Веретенченка тощо. Історико-пізнавальну цінність мають спогади Д. Нитченка, Ю. Шереха, О. Семенка. Журнал надрукував в'язничну лірику М. Руденка, В. Стуса, Ірини Стасів-Калинець, І. Калинця, а також твори В. Симоненка, Є. Сверстюка, В. Голобородька, В. Кордуна, Гр. Тютюнника, С. Чернілевського, М. Холодного тощо. Надає сторінки молодим авторам угруповань «Бу-Ба-Бу», «Пропала грамота», «ЛуГоСад», «Нова хвиля». У 1991-93 в розділі «Український перекладний сонетарій» видрукувані переклади М.Ореста, М. Лукаша, Г. Кочура, М. Стріхи з італійської, французької, іспанської, португальської, польської літератур. У традиційних літературних дискусіях навколо проблем національного та інтернаціонального позитивного героя, літературної критики брали участь Анатолій Погрібний, Павло Мовчан, Віталій Дончик, Магдалена Ласло-Куцюк, Оксана Забужко, Сергій Іванюк, Валерій Дяченко, Юрій Ковалів, Галина Гордасевич, Іван Дзюба, Микола Жулинський, Леонід Новиченко.

### Головні редактори
- Ю. Шовкопляс (1956—60),
- Ю. Барабаш (1960—61),
- Ю. Махненко (1961—73),
- Н. Черченко (1973—81),
- І. Маслов (1981—90),
- Ю. Стадниченко (1990—1999),
- В. Науменко (з 2000).[2]